# Mr. Scrooge
Mr. Scrooge è un film per la televisione del 1964 diretto da Bob Jarvis.
Si tratta di una versione televisiva canadese del romanzo Canto di Natale di Charles Dickens. Protagonista è l'attore australiano Cyril Ritchard nel ruolo di Ebenezer Scrooge.

## Trama
L'avaro e gretto Ebenezer Scrooge, alla vigilia di Natale, non vuole fare la carità né è intenerito dalla visita di un nipote. Tornato a casa, Scrooge vede il fantasma del suo ex socio che lo mette in guardia. La notte, verrà poi visitato da tre spiriti: lo spirito del Natale passato, lo spirito del Natale presente e lo spirito del futuro che lo attende se non cambia atteggiamento verso gli altri.

## Produzione
Il film fu prodotto in Canada da Canadian Broadcasting Corporation (CBC).

## Distribuzione
Il film fu trasmesso in Canada nel 1964 da Canadian Broadcasting Corporation (CBC).